# GKNPC Khrunichev

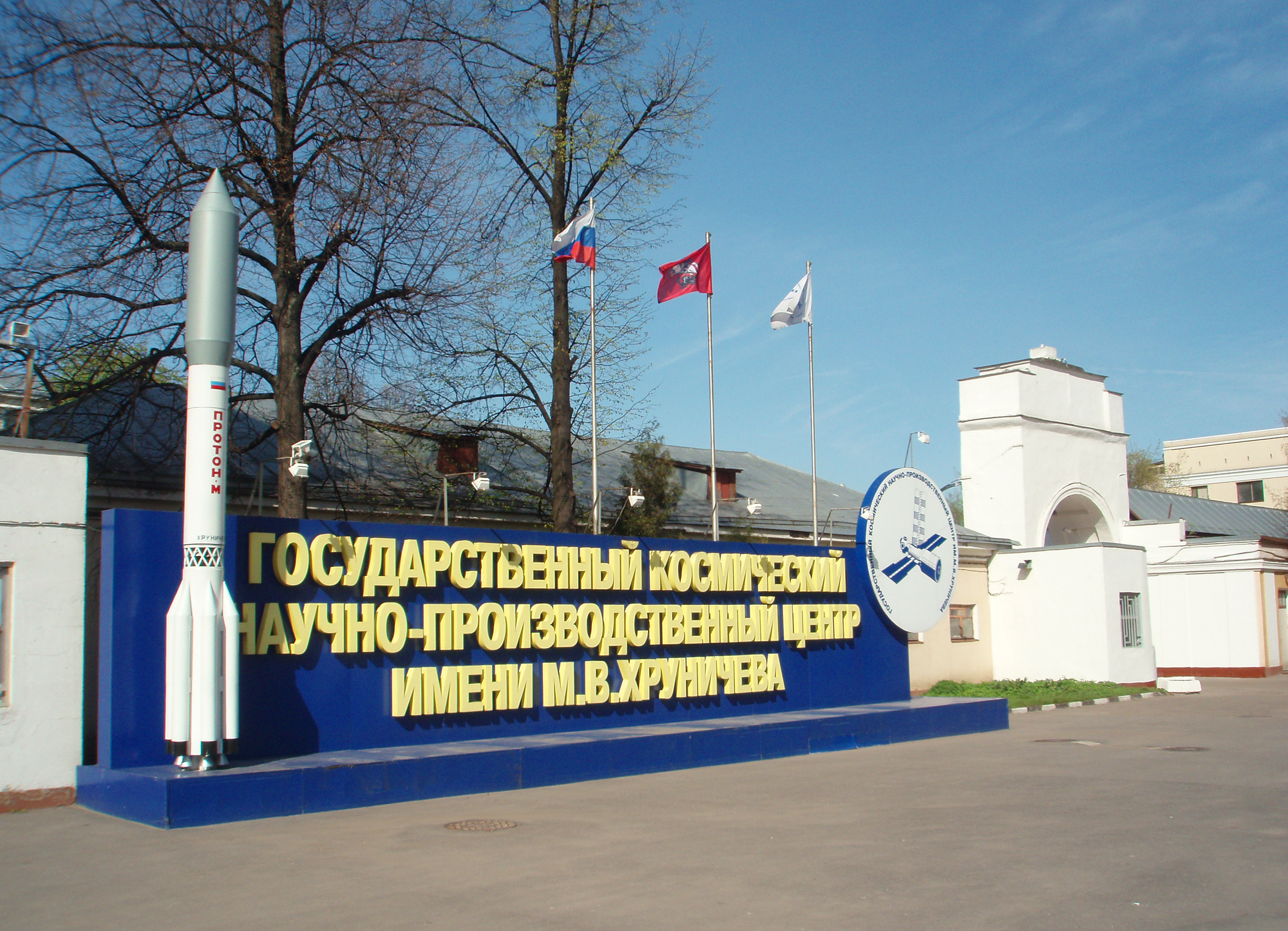
Sede do Khrunichev Space Center.

Khrunichev State Research and Production Space Center (ГКНПЦ им. М. В. Хру́ничева em russo) é um laboratório de produção de foguetes espaciais localizado em Moscou, pertencente ao programa espacial russo.
O laboratório foi criado em 1916 para produzir automóveis, e em seguida passou a produzir aviões durante a era soviética, até passar a produzir mísseis em 1959, e foguetes na década de 1990.